# サッカーペルー代表
サッカーペルー代表（サッカーペルーだいひょう、西: Selección de fútbol de Perú）は、ペルーサッカー連盟（FPF）によって構成される、ペルーのサッカーのナショナルチームである。ホームスタジアムは首都・リマにあるエスタディオ・ナシオナル。

## 歴史
ペルーは数少ない1930年FIFAワールドカップ第1回大会の参加国である。その後は本大会から長く遠ざかったが、テオフィロ・クビジャスらを擁するなどして1970年メキシコ大会に出場。グループリーグでは初戦のブルガリア戦に3-1、続くモロッコ戦に3-0で勝利するも、西ドイツに敗れ、2位で突破した。決勝トーナメントではブラジルに2-4で敗れ、ベスト8という成績で大会を去った。
2大会ぶりに本大会に出場した1978年アルゼンチン大会では1次リーグを2勝1分の首位で突破し、2次リーグに進出したものの、2次リーグで3連敗し敗退した。2大会連続で本大会に出場となった1982年スペイン大会では、2引分の後ポーランドに1-5で敗れ、グループ1最下位で敗退となった。
1986年メキシコ大会南米予選では、最終節でアルゼンチンに勝てば本大会出場が決まるはずであったが、後半36分、同点ゴールを許しグループ1位突破を逃すと、プレーオフでも1次ラウンドでチリに2敗して敗退した。このアルゼンチン戦で同点ゴールを許した選手が後にペルーの監督を務めることになるリカルド・ガレカであった。その後はワールドカップ出場からは遠ざかり、予選でも下位が定位置となっていたものの、ノルベルト・ソラーノやクラウディオ・ピサーロ、フアン・マヌエル・バルガス、ジェフェルソン・ファルファン、パオロ・ゲレーロといった攻撃的な選手を中心に欧州で活躍する優れた選手を輩出してきた。コパ・アメリカでは2011年、2015年に3位と好成績を残している。
2018年ロシアW杯南米予選では前半戦の第6節までで勝ち点4とベネズエラと最下位を争っていたが、ガレカ監督の若手中心のメンバー選考への方針転換により後半戦は勝ち点を積み重ね、最終的に5位に入り大陸間プレーオフへと進出した。0-2でボリビアに敗れた試合で、ボリビアが出場資格のないネルソン・カブレラを出場させたことで没収試合となり、勝ち点3を得たことが結果的にチリをも上回る要因になった。
ニュージーランドとの間で行われた大陸間プレーオフはアウェーでの第1戦を0-0で引き分けたが、ホームでの第2戦を2-0で勝利し1982年大会以来、9大会ぶりの本大会出場を決めた。
2018年6月9日、対スウェーデン戦に0-0で引き分けた。その結果、2016年11月15日にエスタディオ・ナシオナルで行われたブラジル戦（0-2）の敗戦以降、親善試合を含め15試合無敗（10勝5分）を記録した。これにより、1939年に記録した11試合無敗を大きく更新している。ロシアW杯本大会ではグループCに入り、初戦のデンマーク戦、2戦目のフランス戦といずれも0-1で敗れ、2戦目終了時点でグループリーグ敗退が決まったが、最終戦となるオーストラリア戦に2-0で勝利し、1978年大会1次リーグ最終戦でイランに勝って以来40年ぶりの本大会勝利となった。最終的にグループC3位であった。
2022年大会では南米予選で5位となり、大陸間プレーオフではオーストラリアと対戦したが延長戦になっても決着が付かず、PK戦の末4-5で敗れ本大会出場を逃した。

## 成績

### FIFAワールドカップ
| 開催年 | 結果                      | 試合     | 勝利     | 引分     | 敗戦     | 得点     | 失点     |
| ------ | ------------------------- | -------- | -------- | -------- | -------- | -------- | -------- |
| 1930   | 1次リーグ敗退             | 2        | 0        | 0        | 2        | 1        | 4        |
| 1934   | 棄権                      | 棄権     | 棄権     | 棄権     | 棄権     | 棄権     | 棄権     |
| 1938   | 不参加                    | 不参加   | 不参加   | 不参加   | 不参加   | 不参加   | 不参加   |
| 1950   | 棄権                      | 棄権     | 棄権     | 棄権     | 棄権     | 棄権     | 棄権     |
| 1954   | 棄権                      | 棄権     | 棄権     | 棄権     | 棄権     | 棄権     | 棄権     |
| 1958   | 予選敗退                  | 予選敗退 | 予選敗退 | 予選敗退 | 予選敗退 | 予選敗退 | 予選敗退 |
| 1962   | 予選敗退                  | 予選敗退 | 予選敗退 | 予選敗退 | 予選敗退 | 予選敗退 | 予選敗退 |
| 1966   | 予選敗退                  | 予選敗退 | 予選敗退 | 予選敗退 | 予選敗退 | 予選敗退 | 予選敗退 |
| 1970   | ベスト8                   | 4        | 2        | 0        | 2        | 9        | 9        |
| 1974   | 予選敗退                  | 予選敗退 | 予選敗退 | 予選敗退 | 予選敗退 | 予選敗退 | 予選敗退 |
| 1978   | 2次リーグ敗退 （ベスト8） | 6        | 2        | 1        | 3        | 7        | 12       |
| 1982   | 1次リーグ敗退             | 3        | 0        | 2        | 1        | 2        | 6        |
| 1986   | 予選敗退                  | 予選敗退 | 予選敗退 | 予選敗退 | 予選敗退 | 予選敗退 | 予選敗退 |
| 1990   | 予選敗退                  | 予選敗退 | 予選敗退 | 予選敗退 | 予選敗退 | 予選敗退 | 予選敗退 |
| 1994   | 予選敗退                  | 予選敗退 | 予選敗退 | 予選敗退 | 予選敗退 | 予選敗退 | 予選敗退 |
| 1998   | 予選敗退                  | 予選敗退 | 予選敗退 | 予選敗退 | 予選敗退 | 予選敗退 | 予選敗退 |
| 2002   | 予選敗退                  | 予選敗退 | 予選敗退 | 予選敗退 | 予選敗退 | 予選敗退 | 予選敗退 |
| 2006   | 予選敗退                  | 予選敗退 | 予選敗退 | 予選敗退 | 予選敗退 | 予選敗退 | 予選敗退 |
| 2010   | 予選敗退                  | 予選敗退 | 予選敗退 | 予選敗退 | 予選敗退 | 予選敗退 | 予選敗退 |
| 2014   | 予選敗退                  | 予選敗退 | 予選敗退 | 予選敗退 | 予選敗退 | 予選敗退 | 予選敗退 |
| 2018   | グループリーグ敗退        | 3        | 1        | 0        | 2        | 2        | 2        |
| 2022   | 予選敗退                  | 予選敗退 | 予選敗退 | 予選敗退 | 予選敗退 | 予選敗退 | 予選敗退 |
| 合計   | 5/21                      | 18       | 5        | 3        | 10       | 21       | 33       |

### コパ・アメリカ
- 1916 - 不参加
- 1917 - 不参加
- 1919 - 不参加
- 1920 - 不参加
- 1921 - 不参加
- 1922 - 不参加
- 1923 - 不参加
- 1924 - 不参加
- 1925 - 不参加
- 1926 - 不参加
- 1927 - 3位
- 1929 - 4位
- 1935 - 3位
- 1937 - 6位
- 1939 - 優勝
- 1941 - 4位

- 1942 - 5位
- 1945 - 棄権
- 1946 - 棄権
- 1947 - 5位
- 1949 - 3位
- 1953 - 5位
- 1955 - 3位
- 1956 - 6位
- 1957 - 4位
- 1959 - 4位
- 1959 - 棄権
- 1963 - 5位
- 1967 - 棄権
- 1975 - 優勝
- 1979 - ベスト4
- 1983 - ベスト4

- 1987 - グループリーグ敗退
- 1989 - グループリーグ敗退
- 1991 - グループリーグ敗退
- 1993 - ベスト8
- 1995 - グループリーグ敗退
- 1997 - 4位
- 1999 - ベスト8
- 2001 - ベスト8
- 2004 - ベスト8
- 2007 - ベスト8
- 2011 - 3位
- 2015 - 3位
- 2016 - ベスト8
- 2019 - 準優勝
- 2021 - 4位
- 2024 - グループリーグ敗退

## 歴代記録

### 出場数ランキング
2023年6月20日時点
| 位 | 名前                         | 出場 | 得点 | 期間      |
| -- | ---------------------------- | ---- | ---- | --------- |
| 1  | ロベルト・パラシオス         | 128  | 19   | 1992-2012 |
| 2  | ジョシマール・ジョトゥン     | 122  | 7    | 2011-     |
| 3  | ルイス・アドビンクラ         | 110  | 2    | 2010-     |
| 4  | パオロ・ゲレーロ             | 109  | 38   | 2004-     |
| 5  | エクトル・チュンピタス       | 105  | 3    | 1965-1981 |
| 6  | ジェフェルソン・ファルファン | 102  | 27   | 2003-2021 |
| 7  | ホルヘ・ソト                 | 101  | 9    | 1992-2005 |
| 8  | クリスティアン・クエバ       | 98   | 16   | 2011-     |
| 9  | ペドロ・ガレセ               | 97   | 0    | 2014-     |
| 9  | フアン・ハヨ                 | 97   | 1    | 1994-2008 |

### 得点数ランキング
2023年6月20日時点
| 位 | 名前                         | 得点 | 出場 | 期間      | 得点率 |
| -- | ---------------------------- | ---- | ---- | --------- | ------ |
| 1  | パオロ・ゲレーロ             | 38   | 109  | 2004-     | 0.35   |
| 2  | ジェフェルソン・ファルファン | 27   | 102  | 2003-2021 | 0.26   |
| 3  | テオフィロ・クビジャス       | 26   | 81   | 1968-1982 | 0.32   |
| 4  | テオドロ・フェルナンデス     | 24   | 32   | 1935-1947 | 0.75   |
| 5  | クラウディオ・ピサーロ       | 20   | 85   | 1999-2016 | 0.24   |
| 5  | ノルベルト・ソラーノ         | 20   | 95   | 1994-2008 | 0.21   |
| 7  | ロベルト・パラシオス         | 19   | 128  | 1992-2012 | 0.15   |
| 8  | ウーゴ・ソティル             | 18   | 62   | 1970-1978 | 0.29   |
| 9  | オスワルド・ラミレス         | 17   | 57   | 1969–1982 | 0.30   |
| 10 | クリスティアン・クエバ       | 16   | 98   | 2011-     | 0.16   |
| 10 | フランコ・ナバーロ           | 16   | 56   | 1980–1989 | 0.29   |

## 歴代監督
- ジャック・グリーンウェル 1939-1940
- ジジ 1968-1970
- マルコス・カルデロン（英語版） 1975, 1977-1978
- チム（英語版） 1968-1970
- ペペ 1989
- ホセ・デル・ソラール 2007-2009
- セルヒオ・マルカリアン（英語版） 2010-2013
- パブロ・ベンゴエチェア 2014
- リカルド・ガレカ 2015-2022
- フアン・レイノソ（英語版） 2022-

## 歴代選手

### W杯の大会メンバー
- 1930 FIFAワールドカップ ペルー代表（英語版）
- 1970 FIFAワールドカップ ペルー代表（英語版）
- 1978 FIFAワールドカップ ペルー代表（英語版）
- 1982 FIFAワールドカップ ペルー代表（英語版）
- 2018 FIFAワールドカップ ペルー代表

### 主な代表選手
| GK - ルイス・ルビニョス 1963-1972 - ラモン・キロガ 1977-1985 - ペドロ・ガレセ 2014- | DF - エロイ・カンポス 1963-1972 - エクトル・チュンピタス 1965-1981 - ラモン・ミフリン 1966-1973 - ルベン・トリビオ・ディアス 1972-1985 - ハイメ・ドゥアルテ 1975-1985 - ホルヘ・オルチェア 1979-1989 - ロベルト・パラシオス 1992-2012 - アルベルト・ロドリゲス 2003- - フアン・マヌエル・バルガス 2004-2016 - サンティアゴ・アカシエテ 2004-2013 - カルロス・サンブラーノ 2008- - クリスティアン・ラモス 2009- - ルイス・アドビンクラ 2010- - ミゲル・アラウホ 2014- - ミゲル・トラウコ 2014- - ルイス・アブラム 2016- - マルコス・ロペス 2018- |

| MF - ロベルト・チャレ 1967-1973 - テオフィロ・クビジャス 1968-1982 - セサル・クエト 1972-1985 - ホセ・ベラスケス 1972-1985 - ホセ・デル・ソラール 1986-2001 - ホルヘ・ソト 1992-2007 - フアン・ホセ・ハヨ 1994-2007 - ノルベルト・ソラーノ 1994-2009 - レイモンド・マンコ 2008-2010 - クリスティアン・クエバ 2011- - ジョシマール・ジョトゥン 2011- - エディソン・フローレス 2013- - レナト・タピア 2015- - セルヒオ・ペーニャ 2017- | FW - テオドロ・フェルナンデス 1935-1947 - フアン・セミナリオ 1956-1959 - ペドロ・パブロ・レオン 1963-1973 - ウーゴ・ソティル 1970-1978 - フアン・カルロス・オビタス 1973-1985 - ホルヘ・ヒラノ 1984-1991 - クラウディオ・ピサーロ 1999-2016 - ジェフェルソン・ファルファン 2003- - パオロ・ゲレーロ 2004- - アンドレ・カリージョ 2011- - パオロ・ウルタード 2011-2019 - アンディ・ポロ 2016- - ジャンルカ・ラパドゥーラ 2020- |